# Nettapus auritus
El gansito africano (Nettapus auritus), también conocido como gansito pigmeo africano, es una especie de ave anseriforme de la familia Anatidae nativa del África subsahariana. Es el más pequeño de los Anatidae silvestres africanos, y uno de los más chicos del mundo.
Si bien el pico de los gansos pigmeos se asemeja al de los gansos, en realidad se encuentran más emparentados con los anátidas de superficie y otras especie denominadas 'patos'.

## Descripción
El gansito africano es uno de los patos que se encaraman más pequeños, el peso promedio de los machos es de unos 285 gr mientras que las hembras pesan en promedio alrededor de 260 gr. Las hembras tienen el plumaje de color grisáceo con manchas oscuras en los ojos mientras que los machos tienen la cara blanca con manchas de color verde brillante en los oídos y verde metálico en el dorso.

## Distribución
El gansito africano es un ave nómada. Se la encuentra en una amplia zona de África subsahariana. Prefiere las zonas húmedas tierra adentro con vegetación tal como nenúfares. A veces mora en pantanos abiertos, charcas de granjas, remansos en cursos de agua, y estuarios.